# Domus Mundi
Domus Mundi (stilizirano Domvs Mvndi) debitantski je studijski album austrijskog simfonijskog death metal-sastava Hollenthon. Album je 13. srpnja 1999. godine objavila diskografska kuća Napalm Records.

## O albumu
Domus Mundi bio je sniman tijekom ožujka i travnja 1999. godine u studiju Vato Loco u Beču. Sve je instrumente osim bubnjeva na albumu svirao pjevač Martin Schirenc. Nazivi pjesama na albumu pisani su engleskim i latinskim jezikom.
Tekst pjesme "Reprisal - Malis Avibus" baziran je na pjesmi "Peter Bell the Third"  britanskog književnika P. B. Shelleya.

## Popis pjesama
Tekstovi: Elena Schirenc, glazba: Martin Schirenc.
| 1.    | »Enrapture - Hinc Illae Lacrimae«               | 5:33 |
| 2.    | »Homage - Magni Nominis Umbra«                  | 6:06 |
| 3.    | »Vestige - Non Omnis Moriar«                    | 7:19 |
| 4.    | »Lure - Pallida Mors«                           | 4:16 |
| 5.    | »Interlude - Ultima Ratio Regum« (instrumental) | 3:48 |
| 6.    | »Reprisal - Malis Avibus«                       | 4:26 |
| 7.    | »Premonition - Lex Talionis«                    | 5:00 |
| 8.    | »Eclipse - Vita Nova«                           | 8:49 |
| 45:17 |                                                 |      |

## Zasluge
Hollenthon
- Martin Schirenc – vokali, gitara, bas-gitara, klavijature, produkcija, snimanje, miksanje, mastering, raspored ilustracija
- Elena Schirenc – vokali
- Mike Gröger – bubnjevi, perkusija